# Jaap van Hamel
Jacob Willem van Hamel (Den Haag, 4 november 1920 - Acklington, Northumberland, 11 mei 1944) was Engelandvaarder. Hij werd jachtvlieger.
Jaap van Hamel groeide op in Den Haag, waar zijn ouders in de Bentinckstraat 58 woonden. Toen de Tweede Wereldoorlog uitbrak, was Jaap van Hamel derdejaars student in Delft. Hij was corpslid en roeide bij LAGA. Op 5 februari 1940 werd hij opgeroepen voor militaire dienst. Op 4 mei werd hij korporaal en op 25 mei 1940 werd hij gedemobiliseerd. Hij keerde terug naar Delft om zijn studie te vervolgen.
Samen met Rudi van Daalen Wetters wilde Jaap  naar Engeland om daar dienst te nemen. Hij was sinds de herfst van 1940 bij de Mekel-groep betrokken. Op 11 december 1940 was hij betrokken bij de eerste executie op een landgenoot, reserve kapitein  infanterie Brouwer, werkzaam bij Delfland. Vanaf dat moment werd hij door de Duitsers gezocht.

## Engelandvaart
Volgens het eerste plan zouden ze vliegen. Er waren al twee ontsnappingen per vliegtuig geweest, waarna de Duitsers alle propellers van de civiele vliegtuigen afhaalden. Nadat ze een propeller hadden gevonden, wilde het toestel niet starten.
Plan 2 was over zee. Ze kochten een opvouwbare rubber kano in Warmond, maakten er twee zeiltjes op, en wachtten op een kalme zee en oostenwind. Op 19 juni 1941 leken de omstandigheden goed. Ze werden geholpen door Rudi's broer Max en Paul der Kinderen, een student medicijnen, en namen de boot mee naar Katwijk. Het Zeehospitium aldaar had een tunnel onder de weg door naar het strand. De boot werd in de tunnel verstopt en de volgende nacht door de vier jongens in elkaar gezet. Om half drie was de Duitse patrouille voorbij en vertrokken zij, gekleed in militaire uniformen. Voorbij de branding werd geprobeerd de buitenboordmotor te starten, maar dat mislukte, waarna ze de motor en de benzinevoorraad overboord gooiden. De oostenwind hielp een dag, maar daarna draaide hij naar het westen. Er moest dus gelaveerd worden. Daarna werd het bijna windstil en moest er geroeid worden. Het drinkwater raakte op. Uiteindelijk werden ze na vijf dagen opgemerkt door torpedojager HMS Eglinton. Ze waren te zwak om de touwladder op te klimmen en moesten aan boord gehesen worden. Ze waren op 30 kilometer van de Engelse kust gekomen, ter hoogte van Lowestoft.

## Royal Air Force
Na kort verhoor werden ze op 26 juni 1941 naar Londen gebracht waar hun een lang verhoor wachtte, temeer daar gebleken was dat hun kano uit Duitsland kwam. Op 21 juli werden ze ingedeeld bij de Prinses Irene Brigade. Vanaf oktober 1941 kreeg Van Hamel een vliegopleiding bij de RAF in Engeland en vanaf mei 1942 in Canada. Zijn basistraining was bij de Nr 1 EFTS Hatfield, vandaar werd hij overgeplaatst naar Nr 21 EFTS Booker in Buckingham. Op 28 februari werd hij bevorderd tot 1ste luitenant en in juni 1943 werd hij ingedeeld bij 322 Dutch Squadron RAF, toen dit Squadron werd opgericht. Hij maakte veel vluchten boven Nederland en België. Eind 1943 maakte hij enkele verkenningsvluchten en in 1944 maakte hij weer 'fighter sweeps' boven Normandië, Bretagne en het Ruhrgebied.  Tijdens een hoogtetest met zijn Spitfire XIV verongelukte hij op 11 mei 1944 boven de Simonside Hills bij Rothbury. Mogelijk had hij door de grote hoogte (40.000 voet) zijn bewustzijn verloren.
Hij werd in Chevington begraven.

## Onderscheiding
- Bronzen Kruis op 6 november 1941[2]